# Tysmenytschany
Tysmenytschany (ukrainisch Тисменичани; russisch Тысменичаны Tysmenitschany, polnisch Tyśmieniczany) ist ein Dorf in der ukrainischen Oblast Iwano-Frankiwsk mit etwa 3000 Einwohnern (2001).
Das erstmals 1437 schriftlich erwähnte Dorf war bis 2020 einzige Ortschaft der gleichnamigen, 26,916 km² großen Landratsgemeinde im Norden des Rajon Nadwirna.
Am 12. Juni 2020 wurde das Dorf, als Teil der Stadtgemeinde Iwano-Frankiwsk ein Teil des neu gegründeten Rajons Iwano-Frankiwsk.
Die Ortschaft liegt im Osten der historischen Landschaft Galizien am Ufer der Bystryzja Nadwirnjanska 19 km nördlich vom ehemaligen Rajonzentrum Nadwirna und 19 km südlich vom Oblastzentrum Iwano-Frankiwsk.
Durch das Dorf verläuft die Territorialstraße T–09–06. Tysmenytschany besitzt eine Bahnstation an der Bahnstrecke Sighetu Marmației–Iwano-Frankiwsk.